# بهترین بوکر
بهترین بوکر (به انگلیسی: The Best of the Booker) یک جایزه ویژه است که به مناسبت یادبود چهلمین سالگرد جایزهٔ بوکر در سال ۲۰۰۸ به رمان بچه‌های نیمه‌شب نوشته سلمان رشدی نویسنده بریتانیایی-هندی اهدا شد. کتاب‌های مجاز شامل ۴۱ برنده جایزه بوکر از زمان آغاز آن در سال ۱۹۶۹ بود.
نامزدهای نهایی عبارت بودند از:
- (۱۹۷۳) محاصره کریشناپور، جیمز جی. فارل
- (۱۹۷۴) محافظه‌کار، نادین گوردیمر
- (۱۹۸۱) بچه‌های نیمه‌شب، سلمان رشدی
- (۱۹۸۸) اسکار و لوسیندا، پیتر کری
- (۱۹۹۵) جاده ارواح، پت بارکر
- (۱۹۹۹) بدنامی، جان ماکسول کوتسی